# Fobia (álbum)
Fobia es el primer álbum de estudio debut homónimo de la banda de rock alternativo Fobia, lanzado al mercado el 30 de junio de 1990 a través de Sony Music. Con este álbum homónimo, Fobia inició su trayectoria musical dentro del Rock en Español y fue grabado en los estudios Crystal de la Ciudad de México y en Nueva York. Fue editado y distribuido internacionalmente por RCA Records International.

## Promoción del disco
El tema punta de lanza de este Álbum fue: «El Microbito», primer tema que fungió como sencillo y como primer video de la banda; sufre de la condición de censura, por aquella parte de la canción que recita: "Haré una alberca en tu ombliguito, pa' meterme a nadar, y si me voy más abajito, nadie me sacará".
La censura, lejos de ser algo perjudicial para la agrupación, provocó que la canción fuera pedida constantemente; después le siguieron éxitos como «El Cumpleaños», «Moscas», «Dios Bendiga a los Gusanos», «La Iguana», y en 1993, «El Crucifijo», este último tema, un verdadero himno a la desolación y al vacío que deja un amor.

## Lista de canciones
| Fobia |                              |                    |          |  |
| N.º   | Título                       | Escritor(es)       | Duración |  |
| 1.    | «Los Muñecos»                | Francisco Huidobro | 4:09     |  |
| 2.    | «Dios Bendiga a los Gusanos» | Francisco Huidobro | 3:59     |  |
| 3.    | «Moscas»                     | Francisco Huidobro | 2:13     |  |
| 4.    | «El Cumpleaños»              | Francisco Huidobro | 2:25     |  |
| 5.    | «Corazón en Caracol»         | Francisco Huidobro | 3:26     |  |
| 6.    | «La Iguana»                  | Francisco Huidobro | 4:19     |  |
| 7.    | «Pudriendo»                  | Francisco Huidobro | 4:24     |  |
| 8.    | «Puedo Rascarme Solo»        | Francisco Huidobro | 3:19     |  |
| 9.    | «El Microbito»               | Francisco Huidobro | 2:37     |  |
| 10.   | «El Crucifijo»               | Francisco Huidobro | 3:56     |  |
| 34:41 |                              |                    |          |  |

## Músicos
- Javier Ramírez, (Cha!): Bajo con trastes y sin trastes
- Gabriel Kuri: Batería, percusiones y programación
- Iñaki Vázquez: Teclados, Hammond B3 y coros
- Leonardo De Lozanne: Voz, 12 String, armónica y coros
- Francisco "Paco" Huidrobo: Guitarra eléctrica, guitarra acústica, 12 String, y coros

## Personal
- Oscar López: Dirección y realización
- Marteen: Dirección musical

- Datos: Q5463821